# Patrimonium
Patrimonium [patrimónyum] je latinský výraz, který původně v římském právu označoval majetek, jenž syn zdědil po otci a mohl s ním vzhledem k zániku otcovské moci (pater familias) libovolně nakládat. Šlo proto už o jeho neomezené soukromé vlastnictví. Díky recepci římského práva se tento právní institut zachoval až do středověku, kde znamenal svobodné šlechtické vlastnictví půdy. Pokud toto pozemkové vlastnictví nepřešlo jako odúmrť na panovníka, bylo v rámci jednotlivých šlechtických rodů opět neomezeně děděno, což bylo důvodem jejich ekonomické moci založené na dlouhodobém provozování feudálních velkostatků. A v neposlední řadě se od těchto patrimonií odvíjela i jejich vrchnostenská jurisdikce nad poddanými žijícími na daném území, tzv. patrimoniální správa.